# Dugny
 Dugny  es una localidad y comuna de Francia, en la región de Isla de Francia, departamento de Sena-San Denis, en el distrito de Bobigny y cantón de Le Bourget.
Su población en el censo de 1999 era de 8.641 habitantes.

## Demografía
En 1709 tenía 39 habitantes, y en 1788, 64.
| 270 | 333 | 328 | 344 | 592 | 532 | 548 | 564 | 533 | 594 | 611 | 489 | 517 | 601 | 643 | 611 | 643 | 644 | 618 | 615 | 1 380 | 3 315 | 4 307 | 4 289 | 1 391 | 6 960 | 6 185 | 7 860 | 8 094 | 8 451 | 8 361 | 8 641 | 10 336 | 10 336 | 10 439 |
| Para los censos de 1962 a 1999 la población legal corresponde a la población sin duplicidades (Fuente: INSEE [Consultar]) |     |     |     |     |     |     |     |     |     |     |     |     |     |     |     |     |     |     |     |       |       |       |       |       |       |       |       |       |       |       |       |        |        |        |